# Naval Group
Naval Group (ранее DCNS, фр. Direction des Constructions Navales — Дирекция по строительству военных кораблей) — французская оборонная компания с государственным участием (государство — 64 %, компания Thales — 35 %, сотрудники — 1 %), занимающаяся строительством военных кораблей.
DCNS является крупнейшим в Европе объединением военного кораблестроения и одним из ведущих в мире экспортёров военно-морской техники. По объёму продаж продукции военного назначения (на которую приходится 100 % выручки) компания в 2022 году занимала 24-е место в мире.
Заказы министерства обороны Франции составляют основу заказов DCNS — на них приходится до 74 % объёма продаж. В первую очередь, это строительство французских атомных подводных лодок проекта «Барракуда», фрегатов проектов «Горизонт» и FREMM, а также судоремонт и сервисные работы в интересах Военно-морских сил Франции.
На экспорт компания строит подводные лодки проекта «Скорпен» и фрегаты типа «Лафайет».
DCNS — чисто военное предприятие. Гражданское судостроение компанией не осуществлялось, за исключением нескольких заказов в первые годы после Второй Мировой войны. Однако сейчас[когда?] компания проявляет интерес к гражданскому рынку.

## История
DCNS имеет 350-летнюю историю.
Создание государственной судостроительной промышленности во Франции принято отсчитывать с 1631 года, когда кардинал Ришельё объявил Брест «королевским портом» и была построена казённая военно-морская верфь, получившая название арсенала (arsenale). Именно эту дату DCNS сейчас числит как год своего основания.
При Людовике XIV были основаны арсеналы в Рошфоре (1670 г.) и Лориане (1680 г.).
Верфи были построены в Рюэль-сюр-Тувр (1751 год), Нанте (1771 год), городе Лорьян (1778 год.).
При Наполеоне I в 1813 году был основан арсенал в городе Шербур-Октевиль.
Все арсеналы традиционно находились в прямом подчинении морского министерства.
После Второй мировой войны французское правительство объединило конструкторов и строителей кораблей в Дирекцию по конструированию кораблей (Direction des constructions navales, DCN), позднее включённую в состав Генеральной дирекции по вооружению (DGA).
После войны основное военное кораблестроение во Франции в итоге было сконцентрировано на трёх арсеналах Атлантического побережья — в Бресте, Лориане и Шербуре.
В 1961 году генерал де Голль создал при министерстве обороны Франции единое ведомство — Délégation Ministérielle pour l’Armement (DMA), отвечающее за закупки всех видов вооружений, а также за производство на государственных военных предприятиях. В состав этого ведомства вошло и DCN, объединившее проектирование, строительство, обслуживание и ремонт кораблей ВМС Франции, а также частично разработку и производство корабельного оборудования и вооружения.
В 1970 году была создана дочерняя структура Sofrantem для экспорта военных кораблей (с 1990 года — DCN International). В 1977 году DMA было преобразовано в существующее по настоящий момент Генеральное дирекцию вооружений (DGA, Direction Générale de l’Armement).
На начало 1990-х годов в DCN работало 26,8 тыс. рабочих, оборот составлял около 20 млрд франков ($4 млрд).. В 1997 году из состава DCN была выделена служба военно-морских программ (Service des programmes navals, SPN), ставшая заказывающим управлением в составе DGA — таким образом, а DCN стало исполнителем реализации государственного оборонного заказа.

### с 2000 года по н. в.
В 2000 году DCN было переведено из-под контроля DGA под управление Министра обороны Франции.
В 2002 году DCN и промышленная группа Thales создали совместную компанию Armaris. Взаимодействие касалось систем вооружения, разрабатываемых DCN и судостроительного бизнеса Thales. Компания Armaris имела долю в 50 % в межгосударственном итало-французском консорциуме Horizon SAS, который был создан для строительства фрегатов типа «Горизонт». Также Armaris имело долю в 50 % в программе EuroSysNav SAS — по поставке вооружения для фрегатов (включая корабельную установку вертикального пуска ракет Sylver).
1 июня 2003 года DCN было преобразовано в акционерное общество (Société Anonyme) со 100-процентным государственным участием.
В 2004 году Thales и DCN создали совместное предприятие МОPA2 для строительства по заказу ВМС Франции авианосца.
29 марта 2007 года DCN и Thales заключили соглашение с французским правительством по консолидации активов во Франции. В результате DCN поглотила все активы Thales, занятые в военно-морском ВПК, и стала единственным владельцем ранее совместной компании Armaris. При этом 25 % компании DCN стало принадлежать Thales (31 % акций которой принадлежит государству), а 75 % — французскому правительству.
Стоимость 25 % доли Thales оценивалась в 570 млн евро. 

Аббревиатура DCN была заменена на DCNS, при этом буква «S» означает «способность к системной интеграции и обслуживанию».
В июне 2017 года DCNS изменило название на Naval Group

## Структура
DCNS — вертикально-интегрированная компания, которая объединяет предприятия судостроительной и смежных отраслей промышленности, в том числе производство корабельной энергетики (в первую очередь ядерной), вспомогательного оборудования и морского вооружения.
Штаб-квартира DCNS располагается в Париже.
После реорганизации 2009 года группа включает три основных дивизиона — подводного, надводного кораблестроения и послепродажного обслуживания, и пять подразделений (бизнес-единиц) — проектирования, морского вооружения, подводных систем, тренажеров и гражданской ядерной энергетики.

### Предприятия во Франции
Производственные и конструкторские мощности DCNS включают 14 площадок.
Основой являются четыре традиционных арсенала в Бресте, Шербуре, Лориане и Тулоне:
- Арсенал в Лорьяне (Lorient Naval Dockyard) — строительство надводных кораблей.
- Арсенал в Шербуре — строительство подводных лодок.
- Арсенал в Бресте — судоремонт, но сохраняет судостроительные возможности.
- Арсенал в Тулоне — специализируется на судоремонте с 1945 года.

Два сервисных и ремонтных центра находится на базе французских ПЛАРБ Иль-Лонг близ Бреста.
Ещё восемь предприятий на территории Франции занимаются разработкой и производством корабельного вооружения, оборудования и энергетики.

### Предприятия в других странах
За рубежом DCNS имеет восемь производств — в Италии, Греции, Болгарии, Саудовской Аравии, Индии, Малайзии, Сингапуре и Бразилии.
- Бразилия — верфь по производству подводных лодок UFEM. Открыта в 2013 году в городе Итагуаи штата Рио-де-Жанейро, строительство было начато в 2010 г. Верфь имеет корпус площадью 55 тысяч м2, портальный кран грузоподъёмностью 150 тонн, прессы для обработки стальных конструкций, из которых будут свариваться корпуса подводных лодок[5].

## Деятельность

### Реализованные проекты
Строительство кораблей
- Авианосцы типа «Клемансо» — два корабля построены в период 1955—1960 годов. Строительство велось на Арсенале в Бресте. Первые французские авианосцы собственной разработки, изначально построенные в таком качестве, а не переделанные из кораблей других классов.
  - 1961 — Клемансо («Clemenceau» R 98). В 1997 году выведен из состава флота.
  - 1963 — Фош («Foch» R 99). В 2000 году продан Бразилии, переименован в «Сан-Паулу» (порт. São Paulo)
- Авианосец «Шарль де Голль» — Контракт на строительство первого авианосца был подписан с DCN в 1986 году, строительство велось с 1989 по 2001 год. Это единственный действующий авианосец ВМС Франции и первый французский надводный боевой корабль с атомной силовой установкой. Стоимость корабля составила 3,3 млрд долларов. Закладка второго корабля серии, ввод которого планировался на 2015 год, отменена в связи с высокой стоимостью головного корабля.
- Фрегаты типа «Лафайет», строительство шло на верфи DCN Lorient Naval Dockyard в Лорьяне. Всего было построено 20 кораблей этого типа, в том числе 5 кораблей для ВМС Франции.
  - 1996 — La Fayette (F710)
  - 1997 — Courbet (F 712)
  - 1997 — Surcouf (F711)
- Фрегаты типа «Формидэбл» — модификация фрегатов типа «Лафайет». Разработаны DCNS по заказу ВМС Сингапура. Головной корабль серии из 6 кораблей — RSS Formidable (68) был построен на верфи DCNS в Лориане, остальные пять — в Сингапуре на верфи ST Engineering.
  - 2004 — RSS Formidable (68)
- Фрегаты типа «Горизонт» — спроектированы межгосударственным (Франция и Италия) консорциумом Horizon SAS, в котором 50 % принадлежало DCNS. Из серии в четыре корабля, два, для ВМС Франции, построены DCNS:
  - 2005 — Forbin (D620)
  - 2006 — Chevalier Paul (D621)
- Универсальные десантные корабли типа «Мистраль». Строительство трёх кораблей велось совместно с компанией Alstom, а после продажи ею в 2006 году своего судостроительного подразделения — с компанией STX Europe.
  - 2006 — «Mistral»
  - 2006 — «Tonnerre»
  - 2012 — «Dixmude»

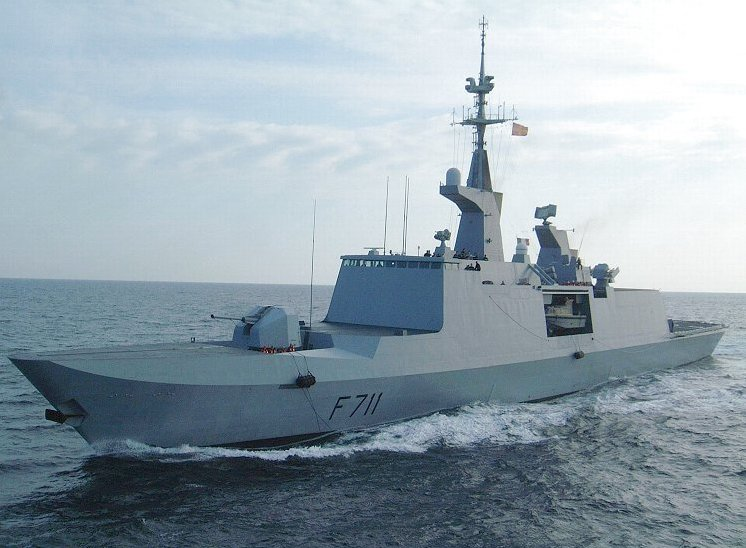
Фрегат типа «Лафайет» Surcouf (F711), 2004 год
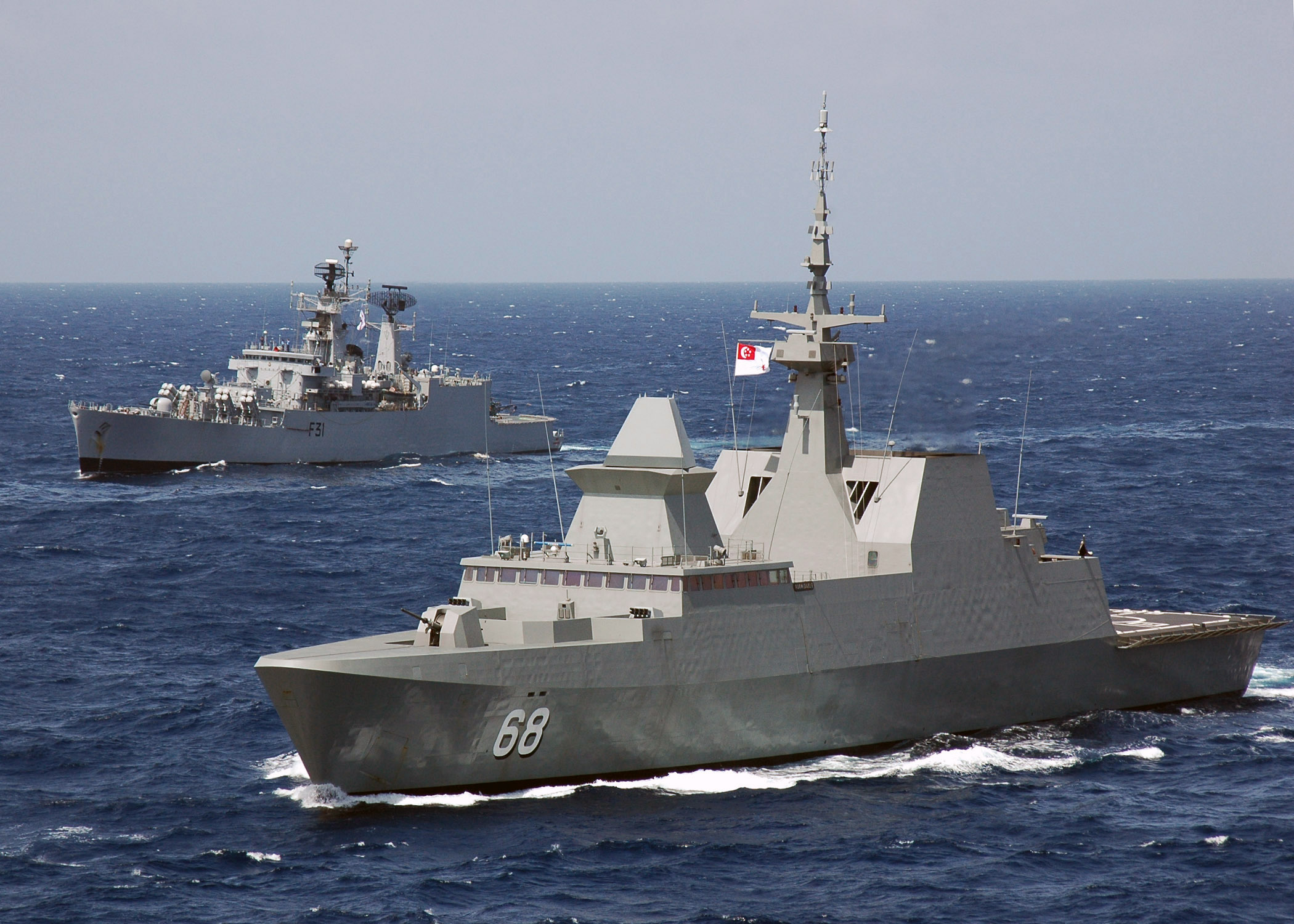
Фрегат типа «Формидэбл» RSS Formidable (68) ВМС Сингапура, 2007 год
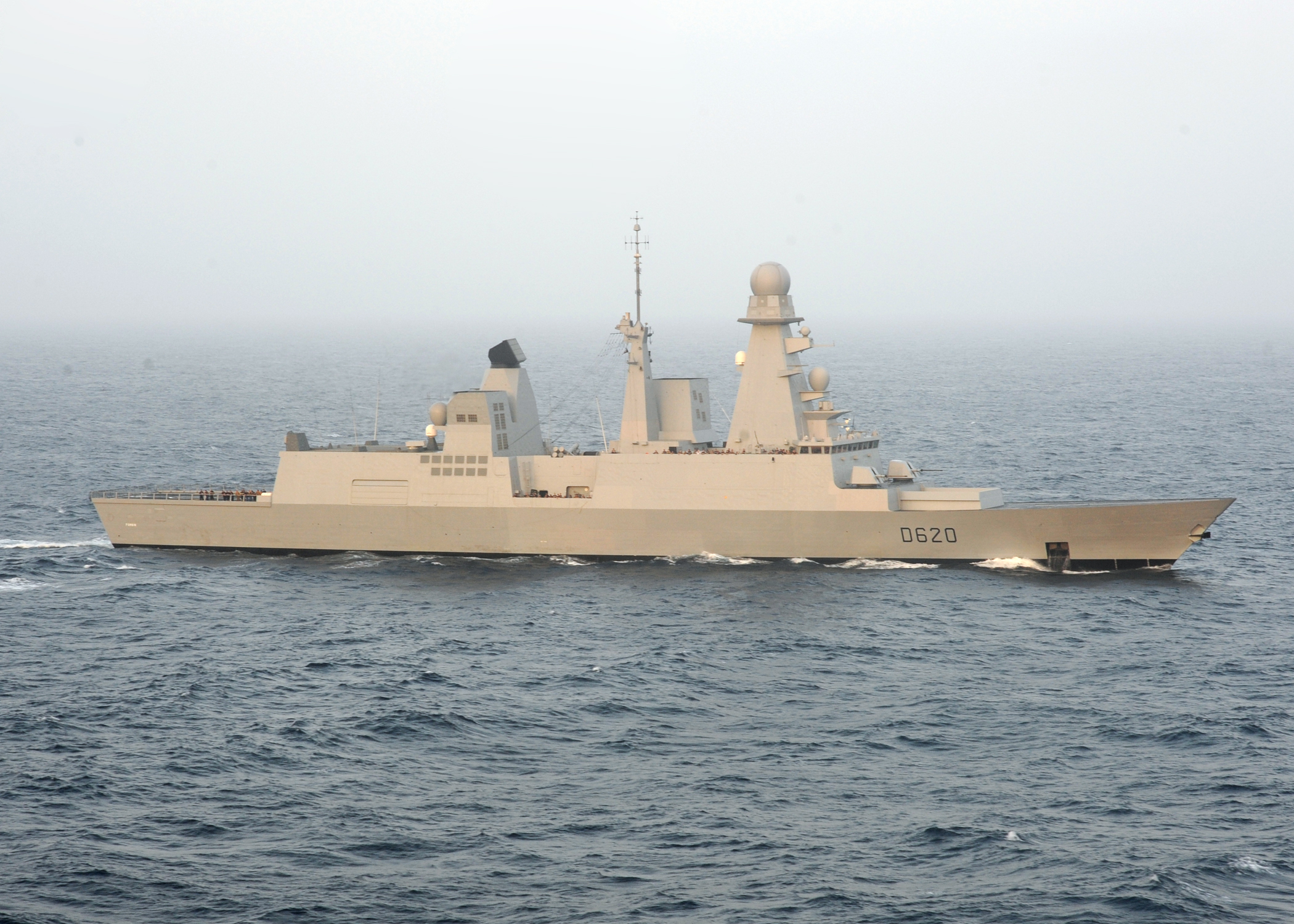
Фрегат типа «Горизонт» Forbin (D620), 2009 год
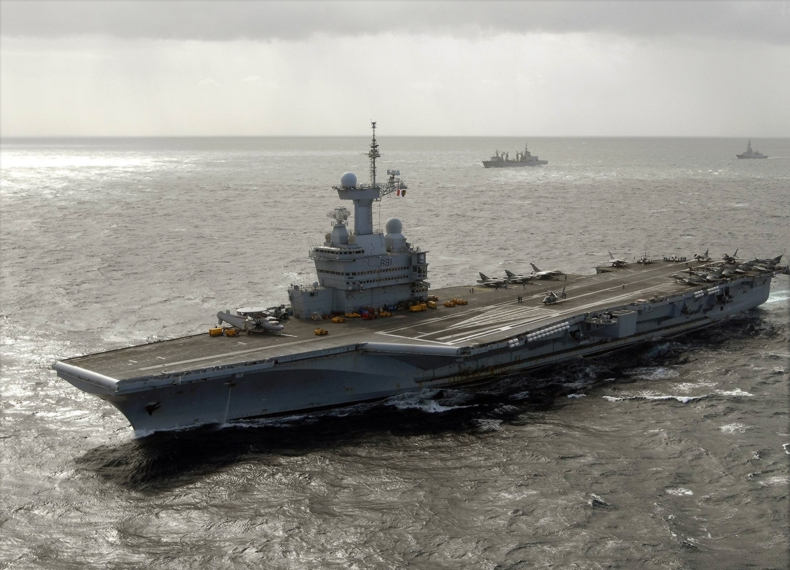
Авианосец «Шарль де Голль», 2009 год

Строительство подводных лодок
- Подводные лодки типа «Редутабль». Строились в период c 1969 по 1985 год.
  - 1971 — Redoutable (S611), выведена из состава флота в 1991 году, с 2000 года — корабль-музей.
  - 1973 — Terrible (S612), выведена из состава флота в 1996.
  - 1974 — Foudroyant (S610), выведена из состава флота в 1998.
  - 1976 — Indomptable (S613), выведена из состава флота в 2003.
  - 1980 — Tonnant (S614), выведена из состава флота в 1999.
  - 1985 — Inflexible (S615), выведена из состава флота в 2008.
- Подводные лодки типа «Рюби» (фр. «Rubis») — серия из шести многоцелевых атомных подводных лодок, построенных в 1976—1993 годах. Лодки типа «Рюби» стали самыми маленькими боевыми АПЛ в мире.
  - 1989 — Rubis (S 601)
  - 1984 — Saphir (S 602)
  - 1987 — Casabianca (S 603)
  - 1988 — Emeraude (S 604)
  - 1992 — Amethyste (S 605)
  - 1993 — Perle (S 606)
- Подводные лодки типа «Триумфан» — серия из четырёх атомных стратегических подводных лодок построенных в 1989—2009 годах. Все четыре лодки в настоящее время проходят службу в составе ВМС Франции. Конструктивные особенности этого класса лодок потребовали модернизации верфи в Шербуре.
  - 1997 — Le Triomphant (S 616)
  - 1999 — Le Téméraire (S 617)
  - 2000 — Le Vigilant (S 618)
  - 2010 — Le Terrible (S 619)

### Текущие проекты
Строительство кораблей
- Фрегаты типа FREMM — спроектированы компанией Armaris (подразделение DCNS) и итальянской компанией Orizzonte Sistemi Navali (совместное предприятие кораблестроительной компании Fincantieri и аэрокосмической фирмы Finmeccanica). ВМС Франции планирует построить 11 фрегатов этого типа, ВМС Италии — 10. Францией начато строительство первых 4 кораблей, ввод в строй ожидается в 2012—2016 годах.

Строительство подводных лодок
В декабре 2006 года компания получила контракт на строительство ПЛА класса Barracuda. Подрядчиком по ядерной силовой установке выступает компания Areva-TA. Этот контракт предусматривал строительство ПЛА SSN Suffren — головной из шести подлодок типа Barracuda. Второй и третий контракты были выданы в 2009 и 2011 годах на строительство SSN Duguay-Trouin и SSN Tourville соответственно. В 2017—2027 годах ПЛА типа Barracuda заменят подлодки класса Rubis/Amethyste.
В 2009 году компания получила контракт на постройку пяти подводных лодок для Бразилии в рамках реализации бразильской программы подводного кораблестроения PROSUB (PROgrama de SUBmarinos). Планируется построить четыре неатомных подводных лодок (НАПЛ) типа «Скорпен» и спроектировать и построить одну атомную подводную лодку.
Первая из четырёх НАПЛ должна поступить на ходовые испытания в 2016 г. Ещё три подводные лодки будут приняты на вооружение в период до 2021 года. Строительство лодок будет вестись совместным предприятием Itaguai Construcoes Navais SA, созданным DCNS и бразильской «Одебрехт».
DCNS принимает участие в проектировании перспективной бразильской подлодки SN-BR (Submarino com Propulsao Nuclear Brasileiro), строительством которой в 2016 займется предприятие Itaguai Construcoes Navais в Рио-де-Жанейро. Строительство лодки планируется начать в 2016, а в состав бразильского флота она войдёт к 2025 году.
Производство вооружения
- корабельная установка вертикального пуска ракет Sylver

### Перспективные проекты
В кораблестроении
- Концепция перспективного фрегата следующего поколения ADVANSEA (ADVanced All-electric Networked ship for SEA dominance). В ходе которой планируется создать к 2025 году полностью электрифицированный боевой надводный корабль с лазерным и электромагнитным вооружением.
- концепция боевого надводно-подводного корабля SMX-25 (неофициальное название «ныряющий фрегат») — проект боевого корабля XXI века, соединившего в себе черты надводного корабля и подводной лодки.
- На выставке Euronaval 2014 в Париже компания представила модель неатомной подводной лодки SMX Ocean. SMX Ocean имеет те же боевую систему, оборудование для доставки «спецназа», мачты и общую схему, что и АПЛ «Барракуда». Концепция дизайна подлодки также включает вертикальные пусковые установки. Общее количество оружия, используемых подводной лодкой, будет свыше 30 наименований[8].

В производстве вооружений

## Критика
Компания была замешана в нескольких коррупционных скандалах. В 1991 году было дано около 500 млн долларов взяток официальным лицам Франции и Тайваня для оформления заказа на 6 фрегатов «Лафайет» (стоимость контракта составила 3 млрд долларов). Подобная практика применялась и для получения заказа на подводные лодки «Скорпен» для Малайзии, в связанном с этим скандале был замешан министр обороны Малайзии Наджиб Тун Разак (позже он стал премьер-министром страны), 114 млн евро было проплачено фирме, контролируемой женой его советника. Также были выявлены случаи проплат официальным лицам в Индии и Пакистане.